# New York Sirens
Die New York Sirens sind ein US-amerikanisches Fraueneishockey-Team aus Newark, New Jersey, das 2023 zu den sechs ligaeigenen Gründungsmannschaften (Franchises) der Professional Women’s Hockey League gehörte. Die Sirens tragen ihre Heimspiele seit September 2024 im Prudential Center, der Spielstätte der New Jersey Devils aus der National Hockey League, aus. Vor den New York Sirens gab es im Großraum New York mit den Metropolitan Riveters und den Connecticut Whale aus der Premier Hockey Federation ebenfalls professionelle Fraueneishockeyteams.

## Geschichte
Die Sirens wurden 2023 als eines von sechs ligaeigenen Franchises der Professional Women’s Hockey League unter dem generischen Namen PWHL New York gegründet und gehörten damit zu den Gründungsmitgliedern der Liga. Im September 2023 wurde Pascal Daoust als erster General Manager des Franchise vorgestellt.
Wenige Tage später verpflichtete das Franchise Howie Draper, der zuvor Trainer an der University of Alberta  gewesen war, als ersten Cheftrainer.
Zu den ersten Spielerinnen des Teams gehörten mit Alex Carpenter und Abby Roque zwei Mitglieder der US-amerikanischen Frauennationalmannschaft sowie mit Micah Zandee-Hart eine kanadische Nationalspielerin, die alle Dreijahresverträge unterschrieben.
Im PWHL Draft 2023 wählte das Team in der ersten Runde die Kanadierin Ella Shelton aus. Als erste Spielstätte des Franchise fungierte das Total Mortgage Arena in Bridgeport, zudem wurden vier Spiele der Saison 2023/24 in der UBS Arena in Elmont, New York, ausgetragen. In der regulären Saison der ersten Spielzeit belegte das Team aus New York den sechsten und damit letzten Platz und verpasste damit die Playoffs. Zur folgenden Saison wurde das Team in New York Sirens umbenannt und erhielt eigenständige Teamfarben und ein neues Logo. Zudem wurde das Prudential Center in Newark als neue Heimspielstätte ausgewählt und mit Greg Fargo ein neuer Cheftrainer verpflichtet.

## Saisonstatistik
Legende zur Saisonstatistik: GP oder Sp = Spiele insgesamt; W oder S = Siege; L oder N = Niederlagen; T oder U = Unentschieden; OTS = Siege nach Verlängerung (Overtime);  OTN oder OL = Overtime-Niederlagen; SOS = Shootout-Siege; SOL oder SON = Shootout-Niederlagen; P oder Pkt = Punkte; Pct % = Siege in %; GF oder T = Tore; GA oder GT = Gegentore
| Saison  | Sp | S | OTS | OTN | N  | Tore  | Pkt | Regular Season | Postseason        |
| ------- | -- | - | --- | --- | -- | ----- | --- | -------------- | ----------------- |
| 2023/24 | 24 | 5 | 4   | 3   | 12 | 53:67 | 26  | 6. Platz       | Playoffs verpasst |

## Cheftrainer
- Howie Draper – 2023/24
- Greg Fargo – seit 2024

## Mannschaft

### Mannschaftskapitäne
- Micah Zandee-Hart seit 2023

### Bekannte Spielerinnen
- Alex Carpenter
- Sarah Fillier
- Maja Nylén Persson
- Abby Roque
- Jill Saulnier
- Corinne Schroeder
- Noora Tulus